# Oliver Guenay
Oliver Guenay (* 3. August 1961 in München; † 23. März 2018) war ein deutscher Journalist und Sachbuchautor zum Thema Gleitschirmfliegen und Bergsteigen.

## Werdegang
Guenay studierte von 1982 bis 1986 Geografie und Meteorologie an der Ludwig-Maximilians-Universität München, gab das Studium aber zugunsten seiner sportlichen Aktivitäten auf.
Nach Durchsteigen großer Alpenwände und ersten Erfahrungen im Gleitschirmflug, auch am selbstgebauten Tandemschirm begann Guenay mit dem Schreiben von Büchern. Guenay unternahm immer wieder Expeditionen in Südamerika, Afrika und Australien und sammelte dabei Erfahrungen als Grundlage für seine Bücher.
Ein weiteres Betätigungsfeld Guenays waren Infrastrukturanalysen im Auftrag von Tourismusunternehmen.

## Schriften
Guenay schrieb vor allem Führer für Gleitschirmflieger und Bergsteiger. Artikel von ihm erschienen in Fit for Fun sowie in Abenteuer und Reisen. Sein erstes Buch Sarca – Kapriolen über dem Gardasee wurde unter dem Titel Sarca-Arco – evoluzioni sul Lago di Garda auch in italienischer Sprache veröffentlicht.